# Збур'ївська волость
Збур'ївська волость — адміністративно-територіальна одиниця Дніпровського повіту Таврійської губернії.
Станом на 1886 рік складалася з 17 поселень, 5 сільських громад. Населення — 12368 осіб (6401 чоловічої статі та 5967 — жіночої), 1990 дворових господарств.
|                     | Площа, десятин | У тому числі орної, дес. |
| ------------------- | -------------- | ------------------------ |
| Сільських громад    | 29941          | 23538                    |
| Приватної власності | 10931          | 1330                     |
| Казенної власності  | 2923           | —                        |
| Іншої власності     | 222            | 157                      |
| Загалом             | 44017          | 25025                    |

Найбільші поселення волості:
- Нова Збур'ївка — село при Дніпровському лимані за 32 версти від повітового міста, 3740 осіб, 566 дворів, православна церква, школа, 5 лавок, 3 бондарні, базар.
- Гола Пристань — село при річках Дніпро, Конка та Зайка, 2290 осіб, 409 дворів, православна церква, 3 школи, морехідне плесо, аптека, 31 лавка, 2 винних склади, 2 рейнських погреби, 2 трактири, ярмарок, базар.
- Килегійські Хутори (Голянські) — село, 2178 осіб, 389 дворів, православна церква, школа, 3 лавки.
- Рибальче (В'язимка) — село, 257 осіб, 62 двори, лавка.
- Стара Збур'ївка — село при Дніпровському лимані, 1920 осіб, 290 дворів, православна церква, школа, 3 лавки.
- Чулаківка — село, 1710 осіб, 235 дворів, 4 лавки.